# Justice League: Crisis on Two Earths
Justice League: Crisis on Two Earths (en español Liga de la Justicia: Crisis en las Dos Tierras) es una vídeo-película de animación lanzada directamente al video el 23 de febrero de 2010. Está basada en el cómic Justice League: World's Collide, que fue concebido como un puente para concluir la serie animada Justice League e iniciar su serie-secuela, Justice League Unlimited. El proyecto de la película fue dejado de lado porque el personal era insuficiente para producir la película y la serie de televisión de forma simultánea.

## Argumento
La película comienza en un universo alternativo donde los papeles de los héroes y villanos se invierten de sus contrafiguras en la corriente principal del Universo DC, donde Lex Luthor y una contrafigura heroica del Joker llamado el Bufón están robando un dispositivo de los cuarteles generales del Sindicato del Crimen. Después de asegurar el Disparador Cuántico, Luthor y el Bufón son descubiertos por el Sindicato y se ven forzados a escapar rápido del lugar. Estando casi acorralados y con tal de ganar algo de tiempo, el Bufón opta por sacrificarse para darle a Luthor una oportunidad para que su colega pueda escapar, siendo atrapado poco después por J'edd J'arkus (contrafigura del Detective Marciano) y Angelique (contrafigura de la Chica Halcón) donde esta última apuñala con su espada al Bufón, quien en medio de su agonía final y con sus últimas fuerzas saca una bomba que cargaba y los mata a los tres en el proceso. Al salir al exterior, Luthor ve la explosión del lugar y se lamenta por la muerte de su compañero y le jura que su sacrificio no habrá sido en vano, pero justo en ese momento Luthor se encuentra a los restantes miembros del Sindicato del Crimen, conformados por Ultraman (contraparte de Superman), Owlman (contraparte de Batman), Johnny Quick (contraparte de Flash), Superwoman (contraparte de la Mujer Maravilla) y Power Ring (contraparte de Linterna Verde), pero Luthor en lugar de enfrentarlos, decide mejor escapar de ellos, activando un dispositivo que tenía guardado el cual le permite hacer viajes inter dimensionales y desaparece del lugar con rumbo a la Tierra de la heroica Liga de la Justicia. Mientras tanto, los héroes aparecen en plena construcción de la que será su base de operaciones conocida como la Atalaya, pero súbitamente son interrumpidos en medio del trabajo cuando reciben un mensaje de la policía de Metrópolis donde Lex Luthor se entregó y cuenta su historia. Haciendo uso de los rayos X de Superman, se confirma la teoría de Luthor al ver sus órganos invertidos, eso quiere decir que él es de una Tierra paralela y que el Lex Luthor malvado está todavía en la prisión en su celda de la Isla Stryker, por lo que la Liga está de acuerdo en escucharlo, aunque primero Superman le pide a Lex que se ponga nuevamente su ropa, ya que este se encontraba desnudo en la celda de interrogación, por lo que Luthor al verse en tal situación algo vergonzosa admite que el Krytoniano tiene razón. Poco después en la Atalaya, Luthor les cuenta su historia y le pide ayuda a la Liga, ya que su Tierra está controlada por el Sindicato, que han tomado el control de todos los delitos en la Tierra y han eliminado sistemáticamente a todos los miembros de la Liga de Luthor y que la única razón por la cual el Sindicato no han derrocado al gobierno central, es por la amenaza de una respuesta nuclear. Este espera fuera de la sala de reuniones de la Liga, mientras ellos debaten, Lex esconde el Disparador Cuántico en la base sin que nadie se diera cuenta. Todos los miembros de la Liga están de acuerdo en ayudar, a excepción de Batman, quien sostiene que la Liga debe preocuparse por los problemas de su propio mundo. Luthor transporta a los restantes miembros de la Liga a su universo, mientras que Batman se queda para terminar la construcción de la Atalaya.
Al llegar la Liga de la Justicia a la sede de la Liga de la Tierra paralela de Lex, se encuentran con el Sindicato e inician una pelea pero al ser superados en número deben retirarse rápido (robando un vehículo). Se reagrupan en la base del fallecido miembro de la liga de Lex, el Bufón y hacen planes para atacar a varios objetivos del Sindicato que finaliza con la captura de Ultraman, este último debilitado por medio de la Krytonita azul por parte de Lex y Jimmy Olsen, como también de varios de sus subordinados del Sindicato del Crimen. Sin embargo, el presidente estadounidense Slade Wilson ordena su liberación, para indignación de Lex y la Liga de la Justicia, además de que Wilson explica que él no es un sirviente del Sindicato y que si se adhiere a sus demandas se pueden salvar millones de vidas. Sin embargo su hija, Rose, se aparece en la escena y lo considera como un cobarde por no actuar en contra de los intereses del Sindicato del Crimen, pero J'onn J'onzz inadvertidamente lee su mente, le explica que Wilson no lo es y como antiguo hombre militar, él se preocupa más por la vida de sus seres queridos que por la de otros. Sin más remedio y sin forma de poner al presidente de los Estados Unidos a favor de los héroes, Luthor y el resto de la Liga deciden retirarse para preparar una nueva estrategia para ver como lidiar contra el Sindicato. Luego que la liga se marcha, Wilson habla directamente con su hija Rose para insistirle que deje de estar hablando en contra del Sindicato del Crimen, ya que si hacen lo que ellos piden evitaran un derramamiento de sangre masivo, sin embargo Rose no soporta ver con indignación la actitud cobarde de su padre y decide irse del lugar, pero justo cuando Rose abandona la escena, Ultraman se aparece frente a Slade, donde el líder del Sindicato le exige al presidente que mantenga controlada a su hija Rose y sus comentarios en contra del Sindicato del Crimen o el mismo se encargara personalmente del asunto, además le recuerda lo que le paso previamente a la primera dama, revelando que Ultraman en su momento fue el que la asesino con su visión de calor por los mismos hábitos que tiene Rose. 
Mientras tanto, Owlman está trabajando en la construcción de una nueva arma conocida como el Dispositivo Heisenberg, que el Sindicato tiene la intención de utilizar para desactivar la amenaza nuclear que pende sobre ellos, pero ya estando a solas con Superwoman, el mismo Owlman admite que el arma puede destruir mundos enteros con solo activarlo. Sin embargo, ahora obsesionado por la teoría de la existencia de Tierras paralelas, en donde cada una se desarrolla a partir de las decisiones que cada persona, ser vivo u objetos inertes hacen tanto a nivel cuántico como a nivel cósmico y comienza la búsqueda de la Tierra-Primera, o sea la Tierra principal de todo el multiverso y cambia sus planes con el Dispositivo Heisenberg, además Owlman cree que la destrucción de todas las Tierras es la única acción que tendría cualquier propósito, ya que es la única acción que no toma lugar en un universo alternativo y desea utilizar su arma para destruir la Tierra-Primera, lo que a su vez provocaría una reacción en cadena que borraría todo el multiverso. En eso Superwoman señala los planes de su colega como un "psicópata asesino" y que está mucho más loco que ella, pero aun con todo esto Superwoman también decide ayudarlo en estos siniestros planes, además de ello y gracias a los datos que obtuvo de la computadora de Lex Luthor previamente, Owlman consigue replicar el mismo dispositivo que uso Luthor previamente para viajar entre dimensiones y se lo entrega a Superwoman para que esta última busque su preciado Disparador Cuántico donde Luthor lo escondió previamente. Entre tanto Rose aparece dando otra conferencia de prensa en contra del Sindicato del Crimen a los ciudadanos para que estos luchen por sus derechos y no dejarse intimidar por este grupo de súper villanos, sin embargo Scarlet Archer (Contraparte de Green Arrow) intenta matar a Rose en plena conferencia, pero esta es rescatada en el último segundo por J'onn J'onzz, quien estaba disfrazado como un miembro del Servicio Secreto, donde también ataca directamente a Scarlet Archer y lo deja traumatizado de por vida y es arrestado por la policía, pero a raíz de este acto Rose y J'onn J'onzz comienzan a enamorarse uno del otro. 
Mientras tanto, Batman finaliza la construcción de la Atalaya, pero rápidamente detecta la presencia de Superwoman y sus subordinados, la Familia Súper (Contrapartes de la Familia Shazam) en el satélite, los cuales vienen desde su universo para recuperar el Disparador Cuántico que Lex escondió previamente, Batman rápidamente ataca a estos intrusos usando un robot, pero rápidamente es superado por estos villanos, por lo que Batman activa el sistema de tele-transportación para traer a los héroes Aquaman, Firestorm, Black Canary, Tornado Rojo y Black Lightning, los cuales consiguen derrotar a los miembros de la Familia Súper, con excepción a Superwoman, quien consigue encontrar el Disparador Cuántico y huir a su universo junto con Batman, en donde inician una feroz pelea, en la cual Superwoman comienza a torturar dolorosamente a Batman, sin embargo el murciélago consigue engañarla lanzando una bomba de humo para que esta malvada villana ingenuamente la aspire, sin saber que Batman le lanzó en realidad un fuerte anestésico y consigue derrotarla temporalmente, para posteriormente convocar al resto de la Liga. Justo cuando Superwoman se despierta del efecto, esta es rápidamente amarrada con una viga de metal por Superman, pero justo en ese momento Batman golpea a Luthor y lo interroga sobre qué fue lo que escondió en la Atalaya previamente como para que el Sindicato del Crimen viniera desde otro universo. Por su parte, Luthor le confiesa que el escondió el Disparador Cuántico en la Atalaya para evitar que los villanos de su universo se apoderaran del dispositivo nuevamente y les explica todo lo que esta planeando Owlman y que ahora que este recuperó su Disparador Cuántico, todo el universo esta en un terrible peligro. Más tarde Rose les menciona a los héroes que conoce la ubicación de la base del Sindicato para permitir que la Liga de la Justicia encuentre. Cuando la Liga llega finalmente a la base lunar del Sindicato del Crimen, todos comienzan a pelear contra sus respectivas contrapartes y en algunos casos, tienen que ser ayudados por otro héroe. Luego de una feroz lucha, Owlman consigue neutralizar a Batman por unos breves momentos, pero en ese momento el Dispositivo Heisenberg termina de armarse completamente y donde también obtiene por medio de la computadora las coordenadas que necesita para llegar a Tierra-Primera, rápidamente Owlman utiliza su dispositivo de viajes inter dimensionales para irse a este lugar, llevándose también el Dispositivo Heisenberg. Tras el escape del búho, Lex deduce que el universo se mantiene gracias a la Tierra-Primera y que si Owlman detona el Dispositivo Heisenberg en ese lugar podría destruir toda la realidad, cosa que el resto del Sindicato del Crimen no tenía conocimiento de estos siniestros planes y dejan de luchar contra la Liga, ya que la única que lo sabía todo desde un inicio era Superwoman, en ese momento Batman utiliza la computadora para encontrar las coordenadas y llegar a Tierra-Primera para impedir este malvado plan del búho, pero una vez que descarga las coordenadas que necesita, Batman intenta seguir a Owlman hasta este lugar, pero pronto descubre que el dispositivo de viajes inter dimensionales de Lex no tiene la energía suficiente para llegar a Tierra-Primera y parece que todo el multiverso está condenado a la destrucción. Pero mientras Lex busca la manera de como conseguir que el aparato funcione, pronto deduce que si pudieran usar la fuerza de velocidad de un velocista, podrían hacer que este mismo vibre a súper velocidad para así combinarse con la vibración temporal del dispositivo y así crear un portal con el cual en teoría podrían seguir el curso de transporte dimensional que uso Owlman previamente, entonces Flash se ofrece de voluntario para el trabajo, pero Batman lo rechaza y le dice que no tiene suficiente velocidad para hacerlo, pero en eso Johnny Quick se ofrece de voluntario y admite que el puede hacer el trabajo sin problemas, pero Batman le advierte que hacer esto podría ser muy peligroso, pero Johnny acepta todas maneras, ya que su colega Owlman esta decidido a explotar su mundo y no va a permitir que eso ocurra y porque Owlman nunca les mencionó sus verdaderas intenciones con el Dispositivo Heisenberg, rápidamente Lex prepara el dispositivo de transporte y le pide a Johnny Quick que empiece a vibrar con su súper velocidad, para abrir un portal con el que Batman puede ir a detener a Owlman en Tierra-Primera y finalmente consigue abrir el portal hacia este lugar, rápidamente Batman activa el dispositivo de viajes inter dimensionales de Lex y salta hacia el portal para iniciar el viaje Inter-dimensional, por otro lado Flash también trata de acompañar a Batman, pero Luthor le menciona que no trate de hacerlo, ya que como no carga un dispositivo de transporte podría correr el riesgo de ser despedazado por la singularidad horizonte, por lo que toda la Liga de la Justicia decide dejar todo en manos del murciélago.
Mientras tanto, Owlman casi ha terminando de armar el Dispositivo Heisenberg cuando ve llegar a Batman, donde ambos tienen una discusión sobre lo que pasó en Tierra-Primera, descubriendo que está deshabitada y sin vida, después de haber sufrido un cataclismo desconocido que provocó que abandonara la órbita solar y que la fuente de todo el problema es la misma de siempre, los humanos. En eso Owlman menciona los humanos son una amenaza y que acabara con esa amenaza de una vez por todas, ya que según su punto de vista la vida no tiene sentido y que lo mejor para todos es que el multiverso desaparezca por completo, entonces empiezan a luchar entre ellos donde se demuestra que son mentalmente iguales, pero Owlman tiene claras ventajas: su traje exoesqueleto es muy superior al de Batman entre otras cosas. Sin embargo, Batman logra darle una gran batalla a Owlman y en el último momento, Batman logra vencerlo y lo amarra a su Dispositivo Heisenberg, el cual estaba a punto de explotar, para posteriormente arrebatarle el dispositivo de transporte que tenía Owlman en su cinturón y le comenta al búho diciendo la siguiente frase: "Ambos miramos dentro del abismo, pero cuando él nos miro, tu pestañaste" y rápidamente activa el dispositivo de teletransporte de Owlman y envía a este villano y su Dispositivo Heisenberg hasta a un mundo despoblado cubierto de hielo y sin vida en otra dimensión. Al llegar a dicho mundo, el búho aún tiene la oportunidad de desarmar su Dispositivo Heisenberg en los últimos segundos, pero finalmente elige no hacer nada y solo se limita a decir sus últimas palabras: "Eso no importa", ya que después de darse cuenta de que algún un Owlman alternativo en el multiverso haría la acción opuesta a la suya, independientemente de lo que este último elija y luego el Dispositivo Heisenberg explota, destruyendo esa Tierra alternativa, matando a Owlman en el proceso. Finalmente, Batman regresa al mundo del Sindicato del Crimen y luego le pide a Johnny Quick que se detenga, pero poco después este muere en los brazos de Flash, ya que después de que usase la vibración para la apertura del portal esta última lo envejeció rápidamente. Resulta que Batman había previsto eso pasaría y por eso no se lo pidió a Flash, alegando que él era demasiado lento, esto con el fin de evitar que este pasara por lo mismo. Los restantes miembros del Sindicato: Ultraman, Superwoman, y Power Ring, les advierten a los héroes que se marchen de su base lunar, pero en ese momento J'onn J'onzz se aparece acompañado por los Marines de EE. UU. y que además están siendo dirigidos personalmente por el mismo presidente Wilson, quien no estaba complacido con el atentado contra su hija por parte del Sindicato del Crimen y les advierten que en el transbordador en el que llegaron hay armas nucleares, en eso el presidente Wilson les menciona en tono de ironía que trajo suficientes armas nucleares para todos los miembros del Sindicato del Crimen, por lo que sin más remedio y totalmente acorralados, Ultraman, Superwoman y Power Ring finalmente se rinden y son arrestados para luego ser encerrados en prisión.
De vuelta en la Casa Blanca, Wilson le agradece a la Liga de la Justicia por salvar a su mundo y que le ha ordenado a la Guardia Nacional apoyar los agentes de la ley y que han rodeado a todos villanos en todas partes, por otro lado Rose le pide a J'onn J'onzz que se quede con ella en su dimensión y este le menciona que tampoco quiere irse, pero también sabe que él no pertenece a esa dimensión, en eso la Mujer Maravilla le sugiere J'onn J'onzz que deje de actuar como un tonto y que si ama a Rose se puede quedar sin problemas, pero J'onn J'onzz admite que ya perdió su hogar original y se había prometido a sí mismo que protegería este, por lo que Rose y J'onn J'onzz se despiden con un beso y se retiran, en eso Mujer Maravilla le comenta a J'onn J'onzz que tal vez haya una Rose parecida a la de esa dimensión en su mundo original, pero J'onn J'onzz le responde en tono de ironía que con su suerte dicha Rose de su dimensión podría ser malvada y finalmente el grupo es enviado de vuelta a su propia dimensión. Cuando todos regresan a su respectiva dimensión, la Mujer Maravilla se lleva un avión invisible perteneciente a Owlman, ya que según ella es su botín de guerra, pero en eso Flash le menciona que para que necesita un avión cuando ella puede volar, pero Hal Jordan le menciona en tono sarcástico a Flash que el tiene un auto, a pesar de tener súper velocidad, por otro lado Batman y Superman conversan que debido a que las fuerzas de la Liga son muy escasas necesitaran más personal, pero Batman ya se había adelantado a ello y abre la puerta a los héroes Aquaman, Firestorm, Black Canary, Tornado Rojo y Black Lightning, con las primeras nuevas incorporaciones para la Liga que poco a poco crece en poder y grandeza.

## Curiosidades
- Originalmente, la película se llamaría Justice League: World's Collide (igual que el cómic) e iba a ser concebido como un puente para concluir la serie animada Justice League e iniciar su serie-secuela, Justice League Unlimited, pero el proyecto de la película fue dejado de lado porque el personal era insuficiente para producir la película y la serie de televisión de forma simultánea.
- El famoso actor James Woods, le pone la voz a Owlman.
- Alec Baldwin fue candidato para interpretar a Batman en imagen real (versión de 1989), donde participó su futura y ahora expareja Kim Basinger. Casualmente su hermano William Baldwin hace la voz de Batman.
- Esta película es del mismo director de las películas Superman: Doomsday, Wonder Woman y Green Lantern: First Flight.
- La relación y apariencia de SuperWoman y Owlman recuerdan a la Miss Jupiter y Nightowl de Watchmen.
- De lado los malos se puede considerar a la contrafigura de Lobo como malo siendo que en la otra tierra Lobo no es ni malo, ni bueno.
- Se puede ver a Slade Wilson, pero aún no se había convertido Deathstroke, recién se convierte en Deathstroke en la película animada de DC Son of Batman.
- Gina Torres proporciona su voz a la Supermujer del Sindicato del Crimen en la película animada Justice League: Crisis on Two Earths. Según el escritor Dwayne McDuffie, más que una contrafigura de la Mujer Maravilla, esta versión de Superwoman es una analogía de Mary Marvel. En la misma película se puede ver a un personaje llamado Olimpya que se confunde con Donna Troy pero es en realidad es la contrafigura de Mujer Maravilla. En la película los sirvientes de Superwoman son: Captain Super, Captain Super Jr. y Uncle Super (Captain Marvel, Captain Marvel Jr. y Uncle Marvel). Entre los subordinados se encuentran Blue Arrow (Green Arrow), Dark Beattle (Blue beattle), Comander Atom (Captain Atom) y Purpple Lantern (Carol Ferris).
- En este universo, Carol Ferris sigue siendo una villana

- Datos: Q2620599